# Hussein al-Sheikh
Hussein al-Sheikh, en arabe : حسين الشيخ, né en 1960, est une personnalité politique palestinienne, premier vice-président de la Palestine depuis le 26 avril 2025 et secrétaire général du comité exécutif de l'Organisation de libération de la Palestine, depuis 2022.

## Biographie
Hussein al-Sheikh est né à Ramallah en 1960, à l'époque de l'annexion de la Cisjordanie par la Jordanie (en). Il a passé 11 ans dans les prisons israéliennes pendant sa jeunesse, au cours desquelles il a appris l'hébreu.
Il dirige l'Autorité générale des affaires civiles de l'Autorité nationale palestinienne depuis 2007. Il est élu pour la première fois membre du Comité central du Fatah en 2008.
Le 25 juin 2022, le comité exécutif de l'Organisation de libération de la Palestine réaffirme Hussein al-Sheikh comme secrétaire général et chef du département des affaires de négociation de l'Organisation de libération de la Palestine (OLP).
Le 25 avril 2025, le président de l'État de Palestine, Mahmoud Abbas, nomme Hussein al-Sheikh vice-président de l'OLP et vice-président de l'État de Palestine. 